# Samak
Samak es un lugar designado por el censo ubicado en el condado de Summit en el estado estadounidense de Utah. En el año 2000 tenía una población de 161 habitantes. El nombre no es más que el mismo del vecino pueblo de Kamas, escrito al revés.

## Geografía
Samak se encuentra ubicado en las coordenadas 40°37′33″N 111°12′5″O / 40.62583, -111.20139. Según la Oficina del Censo, la localidad tiene un área total de 28,3 km² (10,9 mi²), de la cual toda es tierra.

## Demografía
Según la Oficina del Censo en 2000, había 161 personas residentes en el lugar, 98,76% de los cuales eran personas de raza blanca. 
Los ingresos medios por hogar en la localidad eran de $40,938, y los ingresos medios por familia eran $55,938. Los hombres tenían unos ingresos medios de $37,188 frente a los $21,389 para las mujeres. La renta per cápita para la localidad era de $15,615. Alrededor del 11.2% de la población estaban por debajo del umbral de pobreza, ninguno de los cuales eran ciudadanos mayores de 64 años.